# Arrest
 Arrest  es una población y comuna francesa, en la región de Picardía, departamento de Somme, en el distrito de Abbeville y cantón de Saint-Valery-sur-Somme.

## Demografía
| 839 | 837 | 871 | 856 | 868 | 820 |
| Para los censos de 1962 a 1999 la población legal corresponde a la población sin duplicidades (Fuente: INSEE [Consultar]) |     |     |     |     |     |